# Reguljär (frimureri)
Reguljär är en frimurerisk term som avser om en storloge, loge eller enskild frimurare arbetar efter grundläggande och allmänna frimureriska principer. Termen förekommer ofta i frimurarsammanhang tillsammans med termerna ”erkänd” och ”laglig".

## Suveräna storloger
Varje storloge är suverän och oberoende inom sin jurisdiktion, vilket gör att i princip alla storloger i världen anser sig reguljära. Kriterierna för att vara reguljär ställer storlogerna själv upp i sin konstitution i enlighet med Andersons åttonde dekret; att en loge är reguljär om den arbetar i enlighet med reglerna i sitt konstitutionsbrev.
Varje enskild frimurare är reguljär om han initierats i lagligt stiftad loge, det vill säga en loge som stiftats av ett visst minsta antal mästarebröder (Tre enligt vissa, fyra eller sju enligt andra traditioner) som upptagits till frimurare av en laglig loge.
En lagligt grundad storloge är en storloge som konstituerats av tre lagligen stiftade loger, eller konstitueras av minst en annan lagligen grundad storloge.
Olika storloger och jurisdiktioner har olika definitioner på vilka principer som ska vara uppfyllda för att man ska betraktas som reguljär, men de mest grundläggande som de flesta är överens om är:
1. Tron på ett högsta väsen
2. Den Heliga Läran (Bibeln, Koranen, Tora etc.) ska ligga uppslagen under logesammankomster
3. Endast män ska upptas som medlemmar
4. Politiska eller religiösa tvistefrågor får inte behandlas vid logesammankomster.[2][4]

Uppfyller en storloge dessa krav och är lagenligt grundad är den i praktiken reguljär.

## Erkännande
Om två suveräna reguljära storloger vill upprätta vänskapliga förbindelser och ha möjlighet att besöka varandra kan de erkänna varandra. Då erkänner man också varandras reguljäritet som storloge. Loger som man inte erkänner kallar man då irreguljära.
Om det finns flera storloger i ett land, vilket är mycket vanligt, erkänns vanligtvis bara en av dem. Övriga storloger kan vara både lagliga och reguljära, men i och med de inte är erkända får de inte besökas.
Den största sfären av Storloger som erkänner varandra går tillbaka till Förenade Storlogen i England (UGLE), och ibland används uttrycket ”reguljär” även om de Storloger som UGLE erkänner. Det innebär inte att UGLE inte erkänner att även storloger som UGLE inte erkänner kan vara reguljära. Man talar då ibland om ”reguljära i praktiken.”

## Reguljära kvinnliga frimurare
Ett tydligt exempel på ”reguljär i praktiken” är att UGLE sedan 1998 erkänner de två kvinnliga storlogerna The Order of Women Freemasons och The Honourable Fraternety of Ancient Freemasons som reguljära förutom det faktum att de består av kvinnor.